# Chlorolestes conspicuus
Chlorolestes conspicuus är en trollsländeart som beskrevs av Hagen in Selys 1862. Chlorolestes conspicuus ingår i släktet Chlorolestes och familjen Synlestidae. IUCN kategoriserar arten globalt som livskraftig. Inga underarter finns listade i Catalogue of Life.

## Bildgalleri

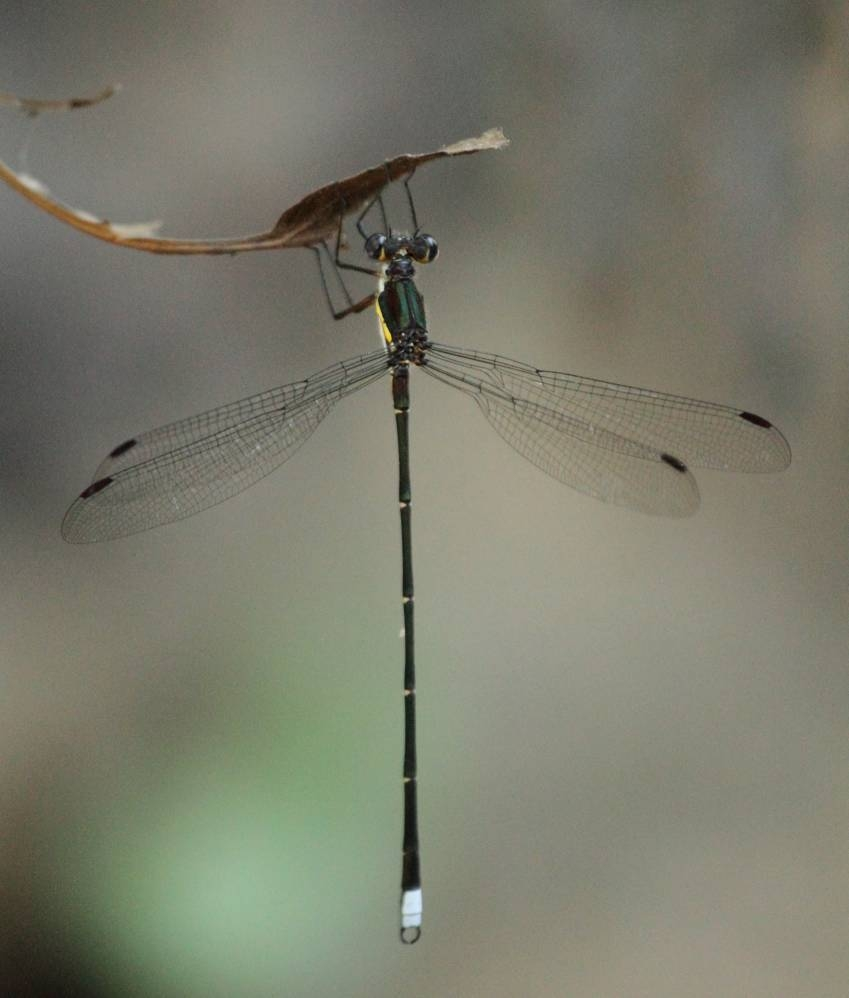